# 吉田敏雄
吉田 敏雄（よしだ としお、1946年1月26日 - ）は、日本の法学者。学位は、法学博士（北海道大学・1987年）（学位論文「行刑の理論」）。北海学園大学名誉教授。北海道出身

## 略歴
- 1969年 北海道大学法学部卒業
- 1971年 北海道大学大学院法学研究科修士課程修了
- 1975年 北海学園大学法学部講師（担当、刑法）
- 1977年 北海学園大学法学部助教授（担当、刑法）
- 1985年 北海学園大学法学部教授（担当、刑法）[1]
- 2002年 北海学園大学大学院法学研究科長（2006年3月まで）
- 2005年 北海学園大学大学院法務研究科教授（兼担、刑事政策）[2]
- 2016年 北海学園大学定年退職　同名誉教授　同大学院法科大学院非常勤講師（担当「現代刑事司法論」 -2019年）[3]。

## 研究内容
専門は刑法や犯罪学だが、個人研究として社会心理学・法社会学ほか。特に被害者保護と犯罪者の援護（再チャレンジ）を視野に入れた刑法理論の再構築や生命倫理と刑法の関係を研究。

## 学説
吉田は、ドイツ刑法学に基づいて、人権保護・人権尊重の観点から自説を展開している為、拐取罪の保護法益を未成年者拐取罪に限定する人的保護関係説など少数説・1人説を唱えていることが多く、徹底した人権主義に立脚しているといえる。

## 受賞歴
- 2003年 新犯罪学会（ミュンヘン）の論文発表によりドイツにてベッカリーア賞（銀賞）を受賞
- 2007年 全国犯罪・非行協議会より菊田クリミノロジー賞を受賞

## 主な業績
単著
- 『行刑の理論』（慶應義塾大学出版会、1987年）
- 『法的平和の恢復』（成文堂、2005年）
- 『刑法理論の基礎』（成文堂、2005年初版・2013年第3版）
- 『犯罪司法における修復的正義』（成文堂、2006年）
- 『不真正不作為犯の体系と構造―刑法理論の基礎2』（成文堂、2010年）
- 『未遂犯と中止犯―刑法理論の基礎3』（成文堂、2014年）
- 『懲罰社会と刑法―刑法理論の基礎4』（成文堂、2014年）
- 『責任概念と責任要素―刑法理論の基礎5』（成文堂、2016年）

共著・編著
- カール・ペータース著、能勢弘之と共編訳『誤判の研究―西ドイツ再審事例の分析』（北海道大学図書刊行会、1981年）
- 中山研一ほか編『現代刑法講座〈第4巻〉刑法各論の諸問題』（成文堂、1982年）
- 西原春夫ほか編『判例刑法研究〈第7巻〉国家・社会法益に対する罪』（有斐閣、1983年）
- 小暮得雄・丸山雅夫・城下裕二・丸山治・半田祐司と共編『教材刑法判例』（北海道大学図書刊行会、1983年初版・1991年第2版）
- 内田文昭編『刑法判例大系　総論』（八千代出版、1988年初版・2002年3訂）
- 内田文昭編『刑法判例大系　各論』（八千代出版、1988年初版・2006年2訂）
- 香川達夫・川端博編『新判例マニュアル 刑法Ⅱ（各論）』（三省堂、1998年）
- 三井誠ほか編『刑事法辞典』（分担執筆、信山社出版、2003年）

監訳論文など
- 『「行刑法草案への提言」について　ミュラ-・ディ-ツ,ユング草案』（法学研究 11巻3号、1976年）
- ユルゲン・バウマン著/吉田訳『刑法における弁償』（法学研究 28巻2号　1992年(上)/28巻3号　1993年(中)/29巻1号　1993年(下)）
- モース・ラインハルト著/吉田訳『オーストリア刑法における責任概念』（法学研究 33巻1号、1997年）
- 『ヒト胚性肝細胞研究の法的許容性と限界』（法学研究 38巻1号、2002年）
- ヴォルフ・トーマス著/吉田訳『ドイツ刑法における行状監督』（北海学園大学法学研究 41巻4号、2006年）
- 『刑事手続きにおける被害者の参加形態 : ドイツ、オーストリアの法制度』（北海学園大学法学研究 43巻1号、2007年）
- 『免責緊急避難』（法学研究 49巻1号、2013年）

この他、多くの監訳の論文を手掛けている。